# Commondale
Commondale is een civil parish in het bestuurlijke gebied Scarborough, in het Engelse graafschap North Yorkshire met 129 inwoners.